# 春日局 (NHK大河ドラマ)
『春日局』（かすがのつぼね）は、1989年1月1日から12月17日にNHKで放映された第27作の大河ドラマ。主演は大原麗子。橋田壽賀子によるオリジナル脚本。

## 作品内容と特徴
明智光秀の重臣斎藤利三の娘というつらい境遇にありながら戦国を生き抜き、その力量を徳川家康に見込まれ、のちの3代将軍徳川家光の乳母となって大奥を取り仕切った春日局（おふく）の生涯。それまで“強い女”“烈女”のイメージが強かった春日局を、平和な世を希求し家光・徳川家を支え献身的に生きた女性として描いた。 
主演の大原は、本作で大河ドラマ出演5回目。
脚本はNHK連続テレビ小説『おしん』（1983年）などを手がけた橋田壽賀子。大河ドラマは『おんな太閤記』（1981年）、“近代路線シリーズ”の『いのち』（1986年）に続き3度目。女性が主人公の大河ドラマも『いのち』以来。本作は後半が江戸時代初期にさしかかるものの、1980年代後半の大河ドラマは『独眼竜政宗』（1987年）、『武田信玄』（1988年）と、広い意味での“戦国物”（戦国時代を舞台にした作品）が3年続くこととなった。
橋田は民放局のテレビドラマ脚本のため家光側室で将軍家綱生母となるお楽の方について調べ、それをきっかけに春日局に関心を持ったという。おふくと対比させる形で家光の母・お江与をもうひとりの主人公のように位置付けている。
おふくが明智家臣の娘であることから本能寺の変と山崎の戦いは明智側の立場で、夫稲葉正成が小早川秀秋家臣となったことから関ヶ原の戦いは小早川側の立場で、というように他の作品とは違った視点で描かれているのも特徴のひとつである。 
オープニング映像は、輝く太陽をバックに映すという歴代の大河ドラマのオープニングの中でも特にシンプルなものであったが、坂田晃一によるテーマ曲と相まって、おふくの人生や人柄を感じさせる出来映えとなっている。
本作は『三姉妹』（1967年）以来22年ぶりの元日スタート。初回の放送日が元日だったのが影響し、大河ドラマの初回視聴率は歴代ワースト2位の14.3%を記録。昭和天皇崩御による放送延期、番組放送中に出演者が亡くなるといったアクシデントが重なるスタートとなったが、平均視聴率は大河ドラマの歴代3位の32.4%を記録した。最高視聴率は39.4%。

## 登場人物

### 春日局とその一族
おふく
演：大原麗子（幼年期：安間千紘→尾羽智加子）
本作の主人公。明智光秀の家臣・斎藤利三とその妻・お安の間に生まれた娘。
幼少の頃、父が戦で死亡、祖母の実家である三条西家で身分を隠すため下働きとして奉公した。のち、母と共に母の実家である稲葉家で育つ。夫・稲葉正成が浪人している際、将軍家で乳母を捜しているという話をもらい、正成との婚姻関係を維持したまま徳川家に奉公にあがる。当初、乳母としての勤めは数年程度の予定であったが、家康にその力量を認められたことなどから長期に渡り乳母として江戸に留まることに。次第に将軍家の世継を育てることに大きな使命感を抱くようになる。なお劇中では、春日局の名前を拝命した後も役名は最後まで「おふく」のままであった。
斎藤利三（さいとう としみつ）
演：江守徹
おふくの父。明智光秀の家臣。
本能寺の変で織田信長を討つが、山崎の戦いで敗北、斬首される。
お安（おあん）
演：佐久間良子
おふくの母。
夫の利三が亡くなると、おふくらと比叡山の麓に身を隠し、三条西家に引き取られた後も身分を隠して下働きとして扱われるなど苦しい数年を送る。秀吉の天下が定まった頃におふくと共に実家に身を寄せる。おふくが徳川家で立派に役目を果たしているのを見届けた後に美濃で亡くなるが、江戸城の奥に勤めるおふくは母の死に目にあうことはできなかった。
稲葉一鉄（いなば いってつ）
演：大坂志郎
おふくの母方の祖父。山崎の合戦後、秀吉の傘下に入ったこともあり、秀吉の許しを得るまでお安一家を引き取ることがままならなかった。美濃へやってきたおふくを温かくも厳しく見守る。
稲葉重通（いなば しげみち）
演：織本順吉
一鉄の長男で、おふくの養父となる。
稲葉貞通（いなば さだみち）
演：川津祐介
一鉄の次男で、たかの夫。
たか
演：小林千登勢
貞通の妻。
稲葉正成（いなば まさなり）
演：山下真司（少年期：渡辺博貴）
おふくの夫。
関ヶ原の合戦で小早川家を守るため家康に内通したことが原因で主君・小早川秀秋に睨まれ、おふく達を伴って美濃へ出奔する。乳母として江戸に上がる話を受け、どうするべきか躊躇していたおふくを後押しする。竹千代が正式に世継と定まった時期におふくが役目に専念できるようにと自ら離縁を申し入れ、さらに後に再婚もしているが、おふくとの関係は終生良好なものであった。2度目の浪人中、息子・正勝の元に身を寄せた際に、遊興にふける家光を手討ち覚悟で叱りつけるなど、年老いてなお戦国武将らしい気骨ある人物として描かれている。
稲葉正勝（いなば まさかつ）
（千熊→稲葉正勝）
演：唐沢寿明（幼年〜少年期：高橋壱岐→伊崎充則→磯崎洋介）
おふくの息子。幼名は千熊（せんくま）。
おふくに伴われ江戸に下り、竹千代の近習に取り立てられる。そのため城内の勤めの上では母・おふくに対して、他の竹千代の近習たちと同様に乳母様として接し仕える身分になる。母親と切り離され、幼少の身でありながら屋敷を持ち、一家の長として扱われるという厳しい環境の中で成長していった。家光からの信頼は篤かったが、そのために若いころは城を抜け出して遊び歩く家光の道連れにさせられることも多かった。しかし身近に家光と接している分、正勝の言動から、紫の事件や、名ばかりの将軍という扱いに心を痛める家光の心情を誰よりも案じている様子がうかがえる。後年、小田原藩主に取り立てられるが、幕府老職を預かる激務がたたり病に倒れ早世する。
お春（おはる）
演：真璃子
正勝の正室。もとは下働きの女中であったが正勝に見初められて正室に。嫡男・鶴千代を産んだのち、流産しそのまま若くして亡くなる。
稲葉正則（いなば まさのり）
（鶴千代→稲葉正則）
演：真田知幸（少年期：澤田英俊）
正勝の子。幼名は鶴千代（つるちよ）
稲葉正定（いなば まささだ）
（七之丞→稲葉正定）
演：奈佐健臣（幼少〜少年期：鳥居紀彦→杉山和幸→山浦広幸→小日向範威→中村獅童）
おふくの子。幼名は七之丞（しちのじょう）。正勝の弟で、共に竹千代（家光）に仕える。
稲葉正利（いなば まさとし）
（高丸→稲葉正利）
演：丹羽貞仁（幼少〜少年期：池田貴尉→福原学→中野慎）
おふくの子。正勝・正定の弟。
お江与の要求によって国千代の小姓として召抱えられる。そのことがやがておふく・正利親子にとって大きな不幸を招くことになってしまう。
斎藤利康（さいとう としやす）
演：杉本哲太
おふくの長兄。
父・利三と共に山崎の合戦に参加するが弟・利宗をかばって討ち死にする。
斎藤利宗（さいとう としむね）
演：森田順平（少年期：高橋良明）
おふくの次兄
備中への遠征で初陣をかざることになっていたが、本能寺の変が初陣になってしまう。山崎の合戦後に行方知れずとなるが、東陽坊長盛の保護の下、隆法（りゅうほう）として修行する生活を送る。後に加藤清正の家臣として取り立てられる。おふくが乳母として徳川に仕えるようになってからも兄・利宗の存在は大きな心の支えになっていた。
斎藤三存（さいとう みつあり）
（出来丸→斎藤三存）
演：阪本良介（幼少期：大城誠晃、青年期：阿久津健太郎）
おふくの三兄。幼名は出来丸（できまる）。
つる
演：増田未亜
重通の娘で正成の最初の妻。
稲葉正次
（君丸→稲葉正次）
演：青島健介（幼少〜青年期：井手大輔→布施優一郎→中村彰良→高津英樹）
正成とつるの息子。幼名は君丸（きみまる）。
おふじ
演：麻生真宮子（幼少期：中野美穂、少女期：広瀬珠実）
正成とつるの娘。正成の妻となったおふくを実の母のように慕っている。のちに堀田正吉に嫁ぐ。
開田孫六
演：せんだみつお
正成の親戚。もとは武士だった。
かね
演：五大路子
斎藤家の奉公人。

### 明智家
明智光秀（あけち みつひで）
演：五木ひろし
明智家当主。本能寺の変で信長を討つが、山崎の戦いで敗北する。
明智秀満（あけち ひでみつ）/ 明智次右衛門（あけち じえもん）/ 溝尾庄兵衛（みぞお しょうべえ）/ 藤田伝五（ふじた でんご）
演：磯部勉（秀満）/ 佐藤仁哉（次右衛門）/ 右京孝雄（溝尾）/ 中村元則（藤田）
明智家の家臣たち。

### 徳川家

#### 徳川家一門
徳川家康（とくがわ いえやす）
演：丹波哲郎
征夷大将軍。秀忠に将軍職を譲った後は「大御所（様）」と呼ばれる。
おふくを家光の乳母に抜擢する。
徳川秀忠（とくがわ ひでただ）
演：中村雅俊
2代目征夷大将軍。家康やお江与に頭が上がらない反面、実利を重んじるあまり、家族に対する情を切り捨てることもいとわない冷徹な一面も覗かせるようになる。
お江与（おえよ）
演：長山藍子　※当初は山本陽子の予定　（少女期：坂上香織）
秀忠の正室。伯父の信長を殺した謀反人の娘であるおふくを嫌う。しかし貢献的なおふくの仕事ぶりを見て、次第に「竹千代君にはなくてはならない方」とおふくを認めるようになる。竹千代が正式に徳川の世継に決まった際、乳母の役目を降りようとしていたおふくを江戸に留めた。茶々の次妹。
阿茶の局（あちゃのつぼね）
演：和田幾子
家康の側室。
おふくが江戸城入りした当時の江戸城奥向きの最高実力者。
お勝（おかつ）
演：東てる美
家康の側室。
おふくが江戸城入りした時に奥向きの実務全般を取り仕切っていた女性で、おふくに乳母としての心構えなどを指導する等、好意的に接した。武芸の嗜みもある。家康の死後は出家し、江戸城の奥向きの仕事から退いているが、その後もおふくの相談相手となっている。おふくが江戸市中に賜った屋敷もお勝の屋敷の隣という設定であった。
お万（おまん）/ お亀（おかめ）
演：佐藤真浪（お万）、朝比奈順子（お亀）
家康の側室たち。
お静（おしず）
演：松本友里
秀忠にめをかけられ、幸松（保科正之）を産む。その後、おふくの助けで見性院のもとに身を寄せる。
徳川家光（とくがわ いえみつ）
（竹千代→徳川家光）
演：江口洋介 （幼少〜少年期：井手麻衣人→比嘉武尊→伊藤淳史→舘坂優→大沢健）
秀忠・お江与の長男。幼名は竹千代（たけちよ）。長じて3代将軍となる。
おふくの養育の影響もあり、少年期は大坂の陣について堂々と父に意見するなど、聡明さを伺わせていたが、長じるにつれ城を密かに抜け出して遊興にふけるなど素行の乱れが生じるようになり、おふくや土井利勝を悩ませることになる。吉原の遊女・紫との悲恋の影響で女性に屈折した感情を抱くようになる。
鷹司孝子（たかつかさ たかこ）
演：中田喜子
家光の正室。
家光の意向により、半ば別居に近い生活を余儀なくされる。しかし孝子は家光に対し不快感を示すことはなく、むしろ家光の心情を重んじている。また幕府側と自分との間に立つおふくを気遣い、おふくも亡くなるまで孝子を御台として尊重していた。
お楽（おらく）
演：若村麻由美
家光の側室。家光がかつて恋した遊女・紫に生き写しの面影を持つ。
江戸市中の市で売り子をしていたところをおふくに見出され、江戸城に上がる。家光との間に嫡男・竹千代を儲けるが、おふくによって我が子と引き離される。
お振（おふり）
演：森山祐子
家光の側室。
五郎太丸（ごろうたまる）/ 長福丸（ながとみまる）/ 和姫（かずひめ）
演：内大輔（五郎太丸）/ 本田太郎（長福丸）/ 亀井亜由里（和姫）
家康の子供たち。秀忠の弟妹。
徳川忠長（とくがわ ただなが）
（国千代→徳川忠長）
演：斉藤隆治　※当初は堤大二郎の予定　（幼少〜少年期：岩下謙人→橋本光成→雨笠利幸）
秀忠・お江与の次男。家光の弟。幼名は国千代（くにちよ）。
兄と違い、母・お江与の手元で育てられ、一時は兄に代わって徳川家の嫡男になるのではと言われていた。
保科正之（ほしな まさゆき）
（幸松→保科正之）
演：藤井司（幼少期：佐々木一成）
秀忠と侍女・お静との間に生まれた庶子。幼名は幸松（こうまつ）。
浮気の発覚を恐れた秀忠の依頼を受けたおふくに匿われ、保科家の養子となって育つ。長じて兄・家光との対面を果たし、彼の家臣として取り立てられる。
珠姫（たまひめ）/ 勝姫（かつひめ）/ 初姫（はつひめ）
演：山辺江梨（珠姫）/ 吉川京子（勝姫・幼少期：真嶋彰子）/ 歌代未奈（初姫）
秀忠の娘たち。家光・忠長の姉たち。
和子（かずこ）
（和姫→和子）
演：はかま梨沙（幼少〜少女期：内野真理子→片山美穂）
秀忠とお江与の娘。家光・忠長の妹。後水尾天皇の中宮となり、女一宮（明正天皇）や高仁親王を産む。

#### 徳川家臣
酒井忠次（さかい ただつぐ）
演：加藤治
本多忠勝（ほんだ ただかつ）
演：平泉成
榊原康政（さかきばら やすまさ）
演：中村方隆
井伊直政（いい なおまさ）
演：渡辺輝尚
本多正信（ほんだ まさのぶ）
演：早崎文司
本多正純（ほんだ まさずみ）
演：前田吟
正信の息子。宇都宮釣り天井事件によって失脚。
岡本大八（おかもと だいはち）
演：津村鷹志
正純の家臣。
大久保忠隣（おおくぼ ただちか）
演：石田太郎
土井利勝（どい としかつ）
演：中条きよし
秀忠の側近。秀忠がお静と会っているのを知っており、お静に幸松（保科正之）が生まれると、おふくに託した。
秀忠死後は老職として辣腕を振るう。正勝が反対意見を唱える中、酒井忠世らとともに忠長を蟄居・改易させることを決めた。のちに名誉職である大老に。
土井利隆（どい としたか）
演：阿部秀一
利勝の子。
松平信綱（まつだいら のぶつな）
（松平長四郎→松平信綱）
演：沢登伸一（澤登伸一）（幼少期：関根信行、少年期新井信彦）
家光の側近。幼名は長四郎（ちょうしろう）
おふくの子・千熊（稲葉正勝）らと共に竹千代（家光）の小姓に抜擢され、おふくの薫陶を受ける。長じて家光の側近となり、島原の乱では幕府軍の指揮を執った。
松平正綱（まつだいら まさつな）
演：大林丈史
信綱の養父。
安藤重信（あんどう しげのぶ）
演：木曽秋一（壮年期：山崎海童）
酒井忠勝（さかい ただかつ）
演：睦五朗
酒井忠朝（さかい ただとも）
演：澤伸好
忠勝の子。
酒井忠世（さかい ただよ）
演：宗近晴見
青山忠俊（あおやま ただとし）
演：野村信次
堀田正吉（ほった まさよし）
演：鷲生功
もとは稲葉正成の家臣の1人でのちに徳川に仕える。正成の娘・おふじを妻に迎えた。
堀田正盛（ほった まさもり）
演：矢野武（幼少期：内田崇吉、少年期：秋山康次郎）
阿部忠秋（あべ ただあき）
演：谷門進士
阿部重次（あべ しげつぐ）
演：川崎啓一
太田資宗（おおた すけむね）
演：渡辺和重
鳥居元忠（とりい もとただ）
演：滝田裕介
鳥居忠房（とりい ただふさ）
演：安達義也
元忠の孫。
松倉重治（まつくら しげはる）
演：西岡徳馬
島原藩主。島原の乱で幕閣たちに責任を追及された際にはおふくに取り成しを頼んだ。
水野忠重（みずの ただいえ）
演：小池雄介
三浦正次（みうら まさつぐ）
演：山崎有右
朽木稙綱（くつき たねつな）
演：前川克紀
永井熊之助（ながい くまのすけ）
演：川島陽介（少年期：杉山裕紀）
岡部七之助（おかべ しちのすけ）
演：倉田照三（少年期：多賀基史）
村越茂助（むらこし もすけ）
演：若林哲行
甚次郎（じんじろう）
演：前田晃一
弁之助（べんのすけ）
演：加藤純平
お楽の弟。

#### 侍女たち
お糸（おいと）※矢島局
演：夏樹陽子　※当初は坂口良子の予定
竹千代（家綱）の乳母。
お悠（おゆう）
演：増田めぐみ
国千代（忠長）の乳母。
おちょぼ
演：高崎晃子
千姫の侍女。
おくに
演：浅利香津代
お江与の侍女。
きく
演：片岡聖子
おふくの侍女。

#### 外様武将
加藤忠広（かとう ただひろ）
演：深水三章
清正の子。熊本藩主。忠長に接近。のちに幕府によって改易される。
伊達政宗（だて まさむね）
演：金田龍之介
仙台藩主。
有馬晴信（ありま はるのぶ）
演：佐藤英夫
日之江藩主。岡本大八によって罪を暴露され死罪となった。
穴山梅雪（あなやま ばいせつ）
演：今西正男
元武田家の家臣。

### 織田家

#### 織田家一門
織田信長（おだ のぶなが）
演：藤岡弘
織田家当主。
光秀の謀反により本能寺で討たれる。
織田信忠（おだ のぶただ）/ 織田信雄（おだ のぶかつ）
演：草見潤平（信忠）/ 菅谷仁志（信雄）
信長の子。
お市（おいち）
演：高林由紀子
信長の妹。茶々・お初・お江与の母。

#### 織田家臣
池田恒興（いけだ つねおき）/ 森蘭丸（もり らんまる）/ 中川清秀（なかがわ きよひで）/ 細川藤孝（ほそかわ ふじたか）
演：前川哲男（池田）/ 内池学（森）/ 内藤安彦（中川）/ 小金井宣夫（藤孝）
織田家の家臣。
細川忠興（ほそかわ ただおき）
演：信達谷圭
細川藤孝の子。

### 豊臣家関係

#### 豊臣家一門
豊臣秀吉（とよとみ ひでよし）
（羽柴秀吉→豊臣秀吉）
演：藤岡琢也
天下人。もとは織田信長の家臣。
寧々（ねね）
演：香川京子
秀吉の正室。関ヶ原の戦いののちは家康と淀殿の関係修復に奔走する。
茶々（ちゃちゃ）
演：大空眞弓（少女期:喜多嶋舞）
秀吉の側室。秀頼の母、お初とお江与の姉。
秀吉死後の豊臣家の屋台骨を一人で支える気丈な女性。徳川への対抗心は持ち続けていたものの、見苦しく振舞うようことはなく、大坂城落城に際しても、自分たちに従い自害するという千姫に対し、「我らとともに死ぬことはない」と諭して彼女をお初に託して城外に落ち延びさせ、自らは秀頼らとともに潔く負けを認め自害して散っていった。
豊臣秀頼（とよとみ ひでより）
演：渡辺徹（幼少期〜少年期：寺沢和也→長谷川宙→小磯勝弥）
秀吉と茶々の子。
千姫（せんひめ）
演：野村真美（幼少期：荒船麻子、少女期：小島聖）
秀忠とお江与の長女、秀頼の正室。のちに本多忠刻に嫁ぐ。
羽柴秀長（はしば ひでなが）
演：益富信孝
秀吉の弟。
松の丸（まつのまる）
演：吉野由樹子
秀吉の側室。

#### 西軍諸将（関ヶ原戦役）
石田三成（いしだ みつなり）
演：伊武雅刀
五奉行の一人。西軍の総大将。
増田長盛（ました ながもり）
演：樋浦勉
五奉行の一人。
小早川秀秋（こばやかわ ひであき）
演：香川照之
秀吉の甥。おふくの夫･稲葉正成の主君。
関ヶ原の戦いで西軍から東軍に寝返ることに深く悩んだ末に寝返りを決断する。戦後、備中国を与えられるが、「裏切り者」の汚名を被り、また領地では旧領主・宇喜多家の遺臣に命を狙われ、次第に精神の均衡を失い、寝返りを勧めた正成への恨みを募らせていく。
戸川肥後守（とがわ ひごのかみ） / 平岡頼勝（ひらおか よりかつ）/ 村山越中（むらやま えっちゅう）/ 杉原紀伊（すぎはら きい）
演：大島宇三郎（戸川）/ 金内吉男（平岡）/ 岡本信人（村山）/ 大塚周夫（杉原）
小早川家の家臣。
松野主馬（まつの しゅめ）
演：中田譲治
小早川家の家臣。寝返りに従わず西軍に残る。

#### 東軍諸将（関ヶ原戦役）
加藤清正（かとう きよまさ）
演：中康治
熊本藩主。
福島正則（ふくしま まさのり）
演：矢島健一
広島藩主。
池田輝政（いけだ てるまさ）
演：秋間登
姫路藩主。池田恒興の子。
浅野幸長（あさの よしなが）
演：河原さぶ
紀州藩主。
藤堂高虎（とうどう たかとら）
演：ト字たかお
津藩主。
黒田長政（くろだ ながまさ）
演：中村修
福岡藩主。
山内一豊（やまのうち かずとよ）
演：相原巨典
土佐藩主。
京極高次（きょうごく たかつぐ）
演：長谷川明男
小浜藩主。お初の夫。

#### 他の豊臣家家臣
蜂須賀小六（はちすか ころく）
演：久遠利三
秀吉の参謀。
高山右近（たかやま うこん）
演：三浦賢二
前田利家（まえだ としいえ）
演：嶺田則夫
片桐且元（かたぎり かつもと）
演：津嘉山正種
大野治長（おおの はるなが）
演：大和田獏
豊臣家の家臣。大蔵卿局の子。
蜂須賀家政（はちすか いえまさ）
演：志賀圭二郎
徳島藩主。蜂須賀小六の子。
青木民部（あおき みんぶ）
演：峰三太
真田幸村（さなだ ゆきむら）
演：高橋悦史
大坂冬の陣後も浪人衆の筆頭的存在として徹底抗戦を主張。夏の陣では家康を後一歩のところまで追い詰めたが松平忠直勢に追い詰められ戦死した。
塙団右衛門（ばん だんえもん）
演：後藤修
木村重成（きむら しげなり）
演：竹村健
後藤又兵衛（ごとう またべえ）
演：橋本功
渡辺内蔵助（わたなべ くらのすけ）
演：渡部猛
豊臣家の家臣。正栄尼の子。
真野蔵人（まの くらんど）
演：古山忠良

#### 豊臣家の女性
お初（おはつ）
演：松原智恵子（少女期：宮沢りえ）
茶々の長妹。お江与の次姉。高次の正室。
大蔵卿の局（おおくらきょうのつぼね）
演：馬渕晴子
茶々の乳母。大野治長の母。
饗庭の局（あえばのつぼね）
演：赤座美代子
茶々の乳母。
正栄尼（しょうえいに）
演：日向明子
秀頼の乳母。

### その他
三条西公国（さんじょうにし きんくに）
演：佐藤B作
公家。
身寄りの無くなったおふく母子を引き取るも陰では迷惑がっていた。
時子（ときこ）
演：高瀬春奈
公国の妻。夫同様、三条西家に身を寄せたおふく母子を迷惑がる。
三条西実条（さんじょうにし さねえだ）
演：橋爪淳（少年期：浅尾和憲）
公国の子。
子供時代に三条西家に身を寄せたおふくに優しく接し、成人後は武家伝奏の職に就き、おふくや幕府に協力する。
吉田兼見（よしだ かねみ）
演：関篤
神官。
里村紹巴（さとむら じょうは）
演：戸沢佑介
連歌師。
清水宗治（しみず むねはる）
演：配役不明
毛利家の家臣。備中高松城主。
海北友松（かいほう ゆうしょう）
演：吉幾三
絵師。
身寄りの無くなったおふくとお安を暖かく見守る。
東陽坊長盛（とうようぼう ちょうせい）
演：ガッツ石松
僧侶。
海北友松とともにおふくとお安を助ける。
信松尼（しんしょうに）/ 祖心尼（そしんに）
演：原知佐子（信松尼）/ 上月左知子（祖心尼）
尼僧。
茶屋四郎次郎（ちゃや しろじろう）
演：佐々木敏（商人）
七沢作兵衛（ななさわ さくべえ）
演：伊東四朗
お楽の養父。
ミツ
演：岩本多代
お楽の母。
志乃（しの）
演：石野真子
お楽の姉。
七之助（しちのすけ）/ 勝（かつ）
演：枝松拓勝矢（七之助）/ 中西未奈（勝）
お糸の子。
紫（むらさき）
演：若村麻由美（二役）
家光が愛した吉原の遊女。

## スタッフ
- 原作・脚本：橋田壽賀子
- 音楽：坂田晃一
- 語り：奈良岡朋子、徳田章（アバンタイトル）
- 演奏：新室内楽協会
- テーマ音楽演奏：NHK交響楽団
- テーマ音楽指揮：高関健
- 合唱：日本合唱協会
- 監修：西山松之助
- 考証：平井聖（大河初参加作）、白井孝昌
- 衣装考証：小泉清子
- 振舞指導：猿若清方
- 振付：猿若清三郎
- 殺陣：林邦史朗
- 茶道指導：鈴木宗卓
- 香道指導：三条西実卓
- 馬術指導：田中茂光
- 民謡指導：本條秀太郎
- 邦楽指導：杵屋正邦、堅田喜三久
- 医事指導：白石幸治郎
- 制作：澁谷康生
- 美術：内藤政市、竹内光鷹
- 技術：針谷達夫、沖中正悦
- 音響効果：松崎茂、山本浩、米本満
- 撮影：吉野照久、鈴木秀夫
- 照明：渡辺恒一、石井俊郎
- 音声：太田進撥、仲野次郎、山賀勉、藤井芳保
- 記録・編集：高室晃三郎
- 演出：富沢正幸、兼歳正英、一井久司、小見山佳典、小松隆一、三井智一

## 放送
特記が無い限りNHKクロニクルのNHK番組表ヒストリーで確認。

### 通常放送時間
- NHK総合テレビジョン：毎週日曜 20時00分 - 20時45分
- （再放送）NHK総合テレビジョン：毎週土曜 13時25分 - 14時10分（11回まで）、13時05分-13時50分（12回から）[11]

### 放送日程
- 第1回は、正月大型ワイド番組『正月テレビは人間テレビ』第1夜に内包する形で30分繰り上げかつ40分延長。この長時間を使って明智側の視点で見た本能寺の変を詳細に描いた。また放送前後に関連番組を生放送し、橋田壽賀子・大原麗子らが生出演したほか、本能寺からの中継も行い、本能寺貫主をスタジオに招いた。
- 第2回は1月8日放送予定であったが、1月7日昭和天皇崩御のため1月7日～1月8日の通常番組は休止、全日特別編成となったため、1月15日に放送延期となった[12]。そのため、第2回放送前に第1回のダイジェスト番組を19時20分から放送した。
- 第1回は1月1日放送で昭和64年だったが、1月7日に昭和天皇が崩御し翌8日に平成へと改元されたため、第2回が放送された1月15日は平成元年だった。したがって、昭和最後にして平成最初のNHK大河ドラマとなった。
- 第39回は20時からNHKスペシャル「いま政治を問う・連続討論“消費税”」の第3回を放送するため45分繰り上げ。
- 最終回は12分延長。

| 第1回                                                      | 1月1日   | 父の出陣         | 富沢正幸   | 14.3% |
| 第2回                                                      | 1月15日  | 天下をとる       | 兼歳正英   | 33.1% |
| 第3回                                                      | 1月22日  | 母子無情         | 富沢正幸   | 36.9% |
| 第4回                                                      | 1月29日  | 別離             | 兼歳正英   | 39.2% |
| 第5回                                                      | 2月5日   | 忍ぶ宿           | 富沢正幸   | 38.0% |
| 第6回                                                      | 2月12日  | 一族再会         | 兼歳正英   | 37.9% |
| 第7回                                                      | 2月19日  | 愛の鞭           | 一井久司   | 34.7% |
| 第8回                                                      | 2月26日  | 嫁ぐ             | 富沢正幸   | 34.7% |
| 第9回                                                      | 3月5日   | 夫婦模様         | 兼歳正英   | 33.7% |
| 第10回                                                     | 3月12日  | 秀吉逝く         | 一井久司   | 37.3% |
| 第11回                                                     | 3月19日  | 関ヶ原前夜       | 小見山佳典 | 36.5% |
| 第12回                                                     | 3月26日  | 天下分け目       | 富沢正幸   | 35.7% |
| 第13回                                                     | 4月2日   | 戦後の家族       | 兼歳正英   | 27.5% |
| 第14回                                                     | 4月9日   | 夫の危機         | 富沢正幸   | 32.9% |
| 第15回                                                     | 4月16日  | 秀頼・千姫婚儀   | 小見山佳典 | 29.6% |
| 第16回                                                     | 4月23日  | 乳母の条件       | 一井久司   | 33.4% |
| 第17回                                                     | 4月30日  | 世継ぎ誕生       | 富沢正幸   | 32.5% |
| 第18回                                                     | 5月7日   | 二代目決まる     | 富沢正幸   | 31.4% |
| 第19回                                                     | 5月14日  | 女の言い分       | 兼歳正英   | 34.8% |
| 第20回                                                     | 5月21日  | ゆらぐ夫婦       | 小見山佳典 | 33.1% |
| 第21回                                                     | 5月28日  | 母去りぬ         | 富沢正幸   | 31.1% |
| 第22回                                                     | 6月4日   | 名ばかりの将軍   | 一井久司   | 32.5% |
| 第23回                                                     | 6月11日  | 悲劇の予感       | 兼歳正英   | 28.5% |
| 第24回                                                     | 6月18日  | 母ふたり         | 小見山佳典 | 34.8% |
| 第25回                                                     | 6月25日  | こころの教育     | 富沢正幸   | 32.1% |
| 第26回                                                     | 7月2日   | 生き残る道       | 一井久司   | 31.3% |
| 第27回                                                     | 7月9日   | 舅から嫁への手紙 | 兼歳正英   | 33.6% |
| 第28回                                                     | 7月16日  | 和平か決戦か     | 小見山佳典 | 31.0% |
| 第29回                                                     | 7月23日  | 大坂攻め         | 富沢正幸   | 26.5% |
| 第30回                                                     | 7月30日  | ああ大坂城       | 富沢正幸   | 32.3% |
| 第31回                                                     | 8月6日   | 終戦と女たち     | 小松隆一   | 31.5% |
| 第32回                                                     | 8月13日  | 家康の遺言       | 一井久司   | 28.2% |
| 第33回                                                     | 8月20日  | 離別再婚         | 一井久司   | 33.9% |
| 第34回                                                     | 8月27日  | 初恋             | 富沢正幸   | 33.3% |
| 第35回                                                     | 9月3日   | 秋の悲恋         | 兼歳正英   | 34.2% |
| 第36回                                                     | 9月10日  | 父子断絶         | 兼歳正英   | 33.9% |
| 第37回                                                     | 9月17日  | 先立つ妻に       | 富沢正幸   | 33.8% |
| 第38回                                                     | 9月24日  | 無常の風         | 小見山佳典 | 34.1% |
| 第39回                                                     | 10月1日  | 兄弟は他人       | 三井智一   | 29.4% |
| 第40回                                                     | 10月8日  | 「春日局」賜わる | 富沢正幸   | 29.1% |
| 第41回                                                     | 10月15日 | 次男の憂鬱       | 兼歳正英   | 29.7% |
| 第42回                                                     | 10月22日 | 身内を切る       | 小見山佳典 | 34.1% |
| 第43回                                                     | 10月29日 | さらば吾子よ     | 一井久司   | 32.0% |
| 第44回                                                     | 11月5日  | おんなの目       | 小松隆一   | 33.7% |
| 第45回                                                     | 11月12日 | 三代目の力       | 小見山佳典 | 28.8% |
| 第46回                                                     | 11月19日 | 忘れえぬ面影     | 一井久司   | 34.4% |
| 第47回                                                     | 11月26日 | 反逆の理由       | 兼歳正英   | 36.4% |
| 第48回                                                     | 12月3日  | 直訴             | 兼歳正英   | 32.2% |
| 第49回                                                     | 12月10日 | 女の生きがい     | 富沢正幸   | 36.3% |
| 最終回                                                     | 12月17日 | 献身の生涯       | 富沢正幸   | 36.6% |
| 平均視聴率 32.4%（視聴率は関東地区・ビデオリサーチ社調べ） |          |                  |            |       |

### 総集編
| 放送回 | 放送日   | 題         | 放送時間    |
| ------ | -------- | ---------- | ----------- |
| 第1部  | 12月25日 | 乳母の条件 | 19:30-20:54 |
| 第2部  | 12月26日 | 母ふたり   | 19:30-20:39 |
| 第3部  | 12月27日 | 献身の生涯 | 19:30-20:39 |

※総集編はNHKアーカイブスで視聴可能。

## ソフトウェア
- 総集編：全3巻(VHS,DVD)
- 完全版：全6枚(DVD)
長らく総集編のみ存在しながら本編がDVD化されない作品のひとつだったが、2015年にDVDが発売された。

## 備考
フジテレビ系「オレたちひょうきん族」に当作品のパロディで明石家さんまが大原の真似をしながら壷を掲げる「春日の壷ネ」と言うキャラクターが登場した。
稲葉正成ゆかりの栃木県真岡市は、「稲葉正成館」（設置場所：岡部記念館「金鈴荘」）と「春日局ドラマ館」を放送期間中に開設した。市内にある正成ゆかりの般若寺にも多くのファンが集まった。